# 西南群島 (帛琉)

帛琉西南群島包括松索羅爾州（Sonsorol）和哈托博海伊州（Hatohobei）

西南群島是帛琉的數個散佈太平洋的小型島嶼，距離帛琉主要島群約600公里，群島不包括巴伯尔道布岛西南部屬於科羅爾州、貝里琉州和安加爾州的沿海島嶼。州政府從柯羅爾州每三個月運行船舶連結西南群島兩州。
西南群島包括︰
- 松索羅爾州
  - 凡納島（Fana）
  - 松索羅爾島（Sonsorol）
  - 普洛安娜島（Pulo Anna）
  - 梅里爾島（Merir）
- 哈托博海伊州
  - 托比島（Tobi）
  - 海倫環礁（Helen Reef）
  - Transit Reef (Pieraurou)

5°20′N 132°13′E / 5.333°N 132.217°E